# Syzygium rigidifolium
Syzygium rigidifolium är en myrtenväxtart som beskrevs av Elmer Drew Merrill. Syzygium rigidifolium ingår i släktet Syzygium och familjen myrtenväxter. Inga underarter finns listade i Catalogue of Life.